# Kuivakari, Nådendal
Kuivakari är öar i Finland. De ligger i Skärgårdshavet och i kommunen Nådendal i landskapet Egentliga Finland, i den sydvästra delen av landet. Öarna ligger omkring 16 kilometer väster om Åbo och omkring 160 kilometer väster om Helsingfors.
Arean för den av öarna koordinaterna pekar på är 2,4 hektar och dess största längd är 300 meter i sydöst-nordvästlig riktning. Närmaste större samhälle är Åbo, 15,7 km nordost om Kuivakari.